# Форнело (Пистоја)
Форнело је насеље у Италији у округу Пистоја, региону Тоскана.
Према процени из 2011. у насељу је живело 149 становника. Насеље се налази на надморској висини од 198 м.